# 锤舌菌纲
锤舌菌纲（学名：Leotiomycetes）是真菌界子囊菌门下的一个纲。锤舌菌纲下的許多真菌物种都是植物病原菌。

## 系統分類學
锤舌菌纲下有許多物種過去因未發現有性世代而被歸為半知菌，直到最近才被歸入本綱中。過去的分類系統將锤舌菌纲歸屬於盘菌类中，後來分子系统发生学的研究表明盘菌类並非單系群，而將其分拆成包含锤舌菌纲在內的數個獨立的綱。多数学者认为盘菌亚门中，锤舌菌纲是糞殼菌綱的姐妹群。分子證據也顯示锤舌菌纲下可分為若干亚纲，但锤舌菌纲本身是否為单系群，仍需更多實驗證據證明。
本纲包括以下目：
- 小毛克孢菌目 Chaetomellales Crous & Denman 2017
- 瘿果盘菌目 Cyttariales Luttr. ex Gamundí 1971
- 柔膜菌目 Helotiales
- 錘舌菌目 Leotiales
- Lichinodiales
- 梭绒盘菌目 Medeolariales Korf 1982
- Micraspidales Quijada & Tanney 2019
- 星裂盘菌目 Phacidiales
- 斑痣盤菌目 Rhytismatales
- 寡囊盤菌目 Thelebolales

目和科的地位未定的属：
- Aivenia Svrek, 1977
- Amicodisca Svrek, 1987
- Bulbomicrosphaeria A.-Q.Wang, 1987
- Callerascus
- Calyptellopsis Svrek, 1986
- Carneopezizella Svrek, 1987
- Crustomollisia Svrek, 1987
- Epicladonia D.Hawksw.
- Epithyrium (Sacc.) Trotter
- Helotiella
- Holmiodiscus Svrek, 1992
- Odontoschizon
- Plectolitus Kohlmeyer, 1960
- Pleoscutula Vouaux, 1913
- Protoerysiphe N.Sharma, R.K.Kar, A.Agarwal & R.Kar, 2005
- Pycnidiella Höhn.
- Trizodia Laukka
- Tromera

## 特征
锤舌菌纲下的多数物种大多在子囊盤（apothecia）中產生子囊。子囊是圆柱形的并且没有囊蓋（Operculum）。产生的子囊孢子大多是透明的，形状各异。孢子透過圆形的顶孔散播。

## 分布
锤舌菌纲分布全球。主要分布地点包括北美洲、欧洲、澳大利亚、纽西兰以及南美洲西部。